# Fülöp Márta
Fülöp Márta (Budapest, 1956. augusztus 5. –) pszichológus, szociálpszichológus, klinikai pszichológus, pszichoanalitikusan orientált pszichoterapeuta, a TTK Kognitív Idegtudományi és Pszichológiai Intézet tudományos tanácsadója, a Társadalom és Kulturális Pszichológiai Csoport vezetője. A Károli Gáspár Református Egyetem Pszichológiai Intézetében a Szociál és Interkulturális Pszichológiai Tanszék professzora. Az ELTE Pszichológiai Doktori Iskola témavezetője, a PTE Pszichológiai Doktori Iskola témakiírója. Iskolateremtő pszichológus a versengés pszichológiája témakörben elsősorban a szociálpszichológia és a kulturális összehasonlító pszichológia szempontjából.

## Fő kutatási területe
A versengés pszichológiája: ezen belül: A konstruktív és destruktív versengés; A kooperatív versengés pszichológiája; A versengés kulturális különbségei; A versengési attitűdök; Győzelem és vesztés pszichológiája; A versengés és a pszichés és szomatikus egészség kapcsolata; A gazdasági versengés percepciója; Versengés az üzleti életben; A szabálytartó és szabályáthágó versengés; Versengés időskorban; Versengés kisgyermekkorban; Implicit elméletek a versengésről; A versengő és nem versengő ember prototípusa; A tehetséges gyerekek versengő magatartása; A versengés a pszichoanalízis tükrében; Állampolgáriság; Ifjúsági aktivizmus.

## Életútja, munkássága
Felsőfokú tanulmányokat az Eötvös Loránd Tudományegyetemen folytatott, pszichológus diplomát nyert 1980-ban. Pályáját az MTA Pszichológiai Kutatóintézetében kezdte 1981-ben tudományos segédmunkatársként, ebben a beosztásban dolgozott 1992-ig, közben hat évet gyermekgondozási segélyen töltött (1983-1989) három gyermekével. 1992-ben tudományos munkatársi, 1997-ben tudományos főmunkatársi munkakörbe sorolták át. 1997-tól vezeti az először a Kulturális Összehasonlító Pszichológiai, majd 2015-től a Társadalom és Kulturális Pszichológiai csoportot.  2010-2013 között az MTA Pszichológiai Kutatóintézet tudományos igazgatója volt. 2015-től tudományos tanácsadó.
A versengésre vonatkozó tudományos és implicit elméletek című kandidátusi értekezését a Magyar Tudományos Akadémián védte meg 1995-ben. Ezen tudományos fokozat birtokában kutatómunkája mellett egyetemi docensi beosztásban oktatott először a Szegedi Tudományegyetemen, ahol megalapította a Szociál- és Szervezetlélektani Tanszéki Csoportot. 2003-tól 2020-ig oktatott az Eötvös Loránd Tudományegyetem Pedagógiai és Pszichológiai Karának Pszichológiai Intézetében. 2006-os habilitációja után habilitált egyetemi docens, 2009 óta egyetemi tanár. 2015-től az MTA Doktora. Akadémiai doktori disszertációjának címe: Versengés, a győzelem és a vesztés pszichológiája és kulturális különbségei. 2020-tól, továbbra is tudományos tanácsadói munkája mellett, a Károli Gáspár Református Egyetem Pszichológiai Intézetének egyetemi tanára.

## Díjak, elismerések
- 1980 Akadémiai Díj, "Személyiségfejlesztő kiscsoportok a művelődési hátrány csökkentésére" című  téma keretében írt tanulmányra
- 2000 – 2003 Széchenyi Professzori Ösztöndíj
- 2004 Tiszteletbeli Professzor, Tianjin Normal University, Institute for Psychology, Kína
- 2002, 2003, 2004, 2005, 2006 „Legjobb külföldi előadó”,  Brunel University, Department of Human Sciences, Cross-Cultural Psychology Master of Science Course, London, UK
- 2009 „Legjobb konferencia előadás” Díj (Best Paper Award). The 3rd International Conference on Advanced and Sytematic Research – ECNSI-2009. November 12-14, Zadar, Horvátország.
- 2012 Gordon Allport Intergroup Relations Prize, The Society for the Psychological Study of Social Issues (Michelle Gelfand, University of Maryland, USA és munkatársaival közösen)
- 2013 Scientific Award of Excellence in Research – ISCTE- University Institute of Lisbon, CIES-IUL, Lisbon, Portugal a Robin Goodwinnel és munkatársaival (2012) közösen publikált tanulmányért
- 2013 Sapere Aude Díj, kiemelkedő kutatási tevékenységért, Eötvös Loránd Tudományegyetem, Pedagógia és Pszichológiai Kar
- 2018 Ranschburg Pál Emlékdíj, Magyar Pszichológiai Társaság

## Doktori oktatásban való részvétel
1998-tól 2004-ig az ELTE Neveléstudományi Doktori Iskolában az Izraeli PhD programban vett részt, ezen időszakban a neveléstudomány és a szociálpszichológia határterületein kutatva PhD hallgatói közül 11 fő érte el a PhD fokozatot. 1999-2014 között az ELTE Pszichológiai Intézet Doktori Iskolájának törzstagja és a Pécsi Tudományegyetem Pszichológiai Intézete Doktori Iskolájában témavezető. 2014-2020 között az ELTE  Pszichológiai Intézet Doktori Iskola, Alap és Alkalmazott Szociálpszichológiai Modul vezetője. Ezekben a doktori iskolákban a versengés pszichológiája területén teremtett iskolát, PhD hallgatói közül e területen öten érték el a PhD fokozatot, egy közülük francia-magyar együttműködésben (co-tutelle Prof. Christine Roland_Levy-vel). 2020-ig összesen tizenhat fő érte el témavezetése alatt a PhD fokozatot, jelenleg hat fő témavezetettjének PhD védése várható, köztük egy közös témavezetés német kollégákkal a University of Bremen és a Jacobs Universityről, szintén Brémából.

## Klinikai képzettség és tevékenység
Aktív kutatói és oktatói tevékenysége mellett a pszichológiai tudományok terén további szakirányokban képezte magát. 1994-1996 között a KÚT Pszichoterápiás Rendelôben volt pszichoterapeuta, 1989-1990 között az OORI  Tündérhegyi Pszichoterápiás Osztályán végzett klinikai gyakorlatot. 1991-ben kapott pszichodráam pszichoterapeuta címet a Magyar Pszichodráma Egyesületben. 1998-ban felnőtt klinikai és mentálhigiéné szakpszichológusi képesítést nyert a Haynal Imre Egészségtudományi Egyetemen. 2001-ben pszichoterapeuta szakvizsgát tett az Országos Szakvizsgabizottságnál. 2011-ben pszichoanalitikusan orientált pszichoterapeuta címet szerzett a Magyar Pszichoanalitikus Egyesülettől.

## Nemzetközi együttműködések
Számos nemzetközi tudományos együttműködésben vett és vesz részt, mely tudományos kutatási területének látókörét és tapasztalatait folyamatosan bővíti. Vizsgálatokat végzett és végez a versengés pszichológiájával összefüggésben a különböző kultúrával és hagyományokkal rendelkező társadalmakban, Európán, Amerikán kívül például Japánban, Kínában, Indiában.
KÜLFÖLDI ÖSZTÖNDÍJAK, KUTATÁSI MEGHÍVÁSOK
Számos jelentős külföldi ösztöndíj és meghívás részese. 1992-1995 között többször volt vendégkutató a University of Göteborg Nevelési és Neveléskutatási Intézetében, Svédországban,1996-1997 során a Japan Foundation kutatói ösztöndíját nyerte el és a Tohoku Fukushi Egyetemen, Szendaiban kutatott és oktatott. 1997-1998-ban a Center for Advanced Study in the Behavioral Sciences “Lindzay Fellow”-ja volt Stanford-ban, az USA-ban. 2004-ben fél éven át a Kansai University Sociology and Social Psychology fakultásán volt vendégprofesszor Oszakában, Japánban. Kétszer volt az Institute for Psychology, Chinese Academy of Sciences vendégkutatója Kínában (2001 és 2004).
NEMZETKÖZI OKTATÁS
Kiváló előadói készsége (magyar és angol nyelven), tudományos előrehaladása és kutatói munkájának lendülete alkalmassá tette őt arra, hogy előadásokat tartson doktori iskolákban. Többször volt vendégoktató külföldi egyetemeken is, így Finnországban (University of Joensuu), Angliában (Brunel University, London), Spanyolországban (Autonomous University of Madrid), Olaszországban (University of Rome, La Sapienza), Franciaországban (University of Reims Champagne-Ardenne), Ausztriában (University of Vienna), Lengyelországban (University of Gdansk), Japánban (Tohoku Fukushi University, Sendai és Kansai University, Osaka),Kazahsztánban (University of Pavlodar, Pavlodar), Indiában (Kanya Maha Vidjalaya, Jalandar), Oroszországban (Higher School of Economics, Moszkva), Kínában (University of International Business and Economics, Peking).
PLENÁRIS ELŐADÓ NEMZETKÖZI KONFERENCIÁN
A legrangosabb nemzetközi pszichológiai kongresszusok plenáris előadója: 5th European Conference of the Children's Identity and Citizenship for Europe (Braga, Portugália, 2003); 68th Conference of the Japanese Psychological Association (Osaka, Japán, 2004); 4th European Congress of Positive Psychology (Opatija, Horvátország 2008); 30th International Congress of Psychology (Cape Town, Dél-Afrika, 2012); 14th International Conference of the European Council of High Ability (Ljubljana, Szlovénia, 2014); 28th International Congress of Applied Psychology (Párizs, Franciaország, 2014); 22nd Congress of the International Association of Cross-Cultural Psychology (Reims, Franciaország, 2014); 23rd Biennial Meeting of the International Society for the Study of Behavioural Development (Shanghai, Kína, 2014); 17th European Congress of Developmental Psychology (Braga, Portugália, 2015); International Seminar of Psychology Celebrating the 100th Anniversary of Pontifica Universidad Catolica del Peru (Lima, Peru, 2017); 19th International Congress of Applied Psychology (Montreal, Kanada, 2018); XVI. European Congress of Psychology (Moszkva, Oroszország, 2019); International Association of Applied Psychology 100 Centennial Congress (Cancun, Mexikó, 2020 (online)); European Council of High Ability (Budapest, Magyarország, 2021 (online)). További huszonkettő alkalommal kérték fel plenáris előadás megtartására.
NEMZETKÖZI EGYETEMEK ELŐADÁS MEGHÍVÁSAI
Kutatási témájában számos európai (Egyesült Királyság: University of Roehampton, Imperial College, Brunel University, University of Liverpool, University of Sussex-School of Psychology, London School of Economics and Political Science; Finnország: University of Tampere, University of Jyvaskyla, University of Vasa, University of Turku, University of Joensuu; Svédország: University of Göteborg, Music Academy Göteborg, University of Lund, Psychodrama Academy-Stockholm; Dánia: University of Copenhagen; Németország: Freie Universitet, Berlin,  University of Osnabrück; Ausztria: University of Vienna; Szlovénia: University of Ljubljana, University of Primorska, Koper; Málta: University of Malta, ázsiai (Izrael: Levinsky College-Tel Aviv, Hebrew University of Jerusalem; Japán: Tohoku Fukushi University, Tohoku Gakuin University, University of Tokyo, Fukuoka Medical University, Hiroshima Mental Health Center, Kansai University, Osaka University of Foreign Studies, Miyagi Clinical Psychological Association, Sendai, Saitama Medical University, Kína: South China Normal University, Chinese Academy of Sciences, Peking; Peking University; Hong Kong: University of Hong Kong; India: Lady Irwin College-University of Delhi; Kanya Maha Vidyalaya, Jalandar, valamint észak-amerikai egyetemen (USA: Stanford University-School of Education, University of Michigan- Ann Arbor, San Francisco Jung Institute, University of Minnesota – Life Course Centre, Boston College, University of Baltimore; Kanada: Ontario Institute for Studies in Education, University of Toronto, Queens University- Integrated Learning Center, Kingston; Mexico: University of Veracruz, Xalapa) volt meghívott előadó. Tartott továbbá előadást Dél-Amerikában (Simon Bolivar University, Caracas, Venezuela), Ausztráliában (University of New South-Wales, School of Psychology, Sydney) és Afrikában (University of South Africa, Graduate School of Business Leadership, Midrand, Dél Afrika) is.

## Szakmai elkötelezettségek
KORÁBBI, HAZAI
1989-1991 között a Pszichoanalitikus Jelöltek Magyarországi Körének titkára, 1991 – 1995 között elnöke. 1989-1991 között az Országos Tudományos Kutatási Alap szakmai albizottságának tagja, 2011-2013 között a Pedagógiai Pszichológiai Albizottság tagja, 2016-2018 között elnöke. 2000-2002 között a Magyar Pszichológiai Társaság elnökségi tagja, 2000-2008 között a Szociálpszichológiai Szekció elnöke, illetve vezetőségi tagja. 2008-2012 között az MTA Akadémiai Kutatóhelyek Tanácsa, Társadalom-, Közgazdaság és Humántudományi Bizottságának tagja, 2012-2015 között elnöke, 2016-2019 között a Nem-akadémikus MTA Közgyűlési tagja. 2014-2020 között az ELTE Nemzetközi Kapcsolatok és Projektek Bizottsága tagja.
KORÁBBI, NEMZETKÖZI
1999-2000 között a Children’s Identitiy and Citizenship for Europe (CICE), SOCRATES Academic Network-ön belül : 11-18 éves korosztályon belül folytatott kutatások nemzetközi bizottságának tagja, 2000-2002 között elnöke, 2011-2014 között a European Centre for Research in Identity and Citizenship igazgatója. 2003-2006 között a European Citizenship Masters Degree Curriculum Development tagja, 2000-2014 között a SOCRATES Academic Network elnökségi tagja, 2005 – 2011 között a Research in Citizenship Education and Training for Research Students Strand elnöke, 2014-2017 között Jean Monnet Network vezetőségi tagja, 2008-2020 között Kutatási és Publikációs Titkár. 2004-2005 között a International Association of Cross-Cultural Psychology (IACCP) szakpolitikai tanácsadó bizottságának tagja, 2006 – 2008 között vezetőségi tagja, 2008-2012 között főtitkár helyettes és a Harry and Pola Triandis Doktori Dissertation Award Committee elnöke, 2012-2016 között az IACCP vezetőségi tagja és Európa képviselője. 2007-2011 között a European Network for the Study of Globalisation (ENG) alapító tagja, 2007-2012 között az International Children and Communication Congress és az International Children’s Film Festival and Congress tudományos tanácsadó testületének és tudományos bizottságának tagja.. 2009 – 2012 között a Cooperation in Science and Technology (COST) ACTION IS0801 Cyberbullying: coping with negative and enhancing positive uses of new technologies, in relationships in educational settings Archiválva 2020. november 27-i dátummal a Wayback Machine-ben vezetőségi tagja, 2013-2017 között a Action IS1210 Appearance Matters: Tackling the Physical and Psychosocial Consequences of Dissatisfaction with Appearance irányító testületének tagja, az oktatás munkacsoport elnöke.
JELENLEG, HAZAI BIZOTTSÁGOK/SZERVEZETEK VEZETŐSÉGE
2011-2023 között a Magyar Tudományosság Külföldön MTA Domus elnöki bizottság tagja, 2011-től az MTA Pszichológiai Bizottságának tagja, 2013-tól a Pécsi Tudományegyetem Bölcsészettudományi Kar Doktori és Habilitációs Bizottságának külső tagja, 2013-tól a Magyar Pszichológiai Társaság elnökségi tagja, és a Társaság képviselője az EFPA-ban (European Federation of Psychologists), 2016-tól a nemzetközi ügyek titkára, 2019-2022 között a Nemzeti Kutatási, Fejlesztési és Innovációs Hivatal (NKFIH) Bölcsészet és Társadalomudományi Kollégiumának tagja.                                  
JELENLEG, NEMZETKÖZI BIZOTTSÁGOK/SZERVEZETEK VEZETŐSÉGE
2016-2024 között az International Association of Cross-Cultural Psychology (IACCP) főtitkára, 2020-2022 között a Children’s Identity and Citizenship: European Association (CICE) megválasztott elnöke, 2011-től az International Society for the Study of Behavioral Development regionális képviselője, 2018-2021 között a COST OC-2018-1-22727 Transnational Collaboration on Bullying, Migration And Integration at School Level  (TRIBES) vezetőtestületének tagja, 2020-2022 között a Citizenship Education in the Context of European Values – The Educational Aspect, Jean Monnet Network Erasmus + hálózat vezetőtestületének tagja, 2020-2022 között a Romanian Young Academy (RYA) nemzetközi szakmai testületének tagja.  
EGYÉB TÁRSASÁGI TAGSÁG
Magyar Pszichoanalitikus Egyesület
International Society for the Study of Behavioral Development
International Association of Applied Psychology
Association for Psychological Science
FOLYÓIRATSZERKESZTÉS
- Magyar Pszichológiai Szemle (2006 óta szerkesztőbizottsági tag); 2015 óta főszerkesztő
- Magyar Pedagógia (2000 óta), szerkesztőbizottsági tag

FOLYÓIRAT SZERKESZTŐBIZOTTSÁGI TAGSÁG
- European Psychologist (2004 óta), szerkesztőbizottsági tag
- Napredak (Pedagógiai Elméleti és Gyakorlati Folyóirat, Zágráb) (2009 óta), szerkesztőbizottsági tag
- Citizenship Teaching&Learning (2013 óta), szerkesztőbizottsági tag
- Citizenship, Social and Economics Education (2010 óta), szerkesztőbizottsági tag
- International Perspectives in Psychology: Research, Practice & Consultation (2011 óta), szerkesztőbizottsági tag
- Journal of Social Science Education (2013 óta), szerkesztőbizottsági tag
- Current Issues in Personality Psychology (2020 óta), szerkesztőbizottsági tag
- Psychological Studies (official journal of the National Academy of Psychology (NAOP), India, (2020 óta), szerkesztőbizottsági tag

ETIKAI MEGBÍZATÁSOK
2003-2009 között a Magyar Tudományos Akadémia Pszichológiai Intézet Tudományetikai Bizottságának elnöke; 2007-2017 között az Eötvös Loránd Tudományegyetem (ELTE) Kutatásetikai Bizottságának társelnöke, majd tagja; 2009-2017 között az Egyesített Pszichológiai Kutatásetikai Bizottság tagja, 2010-ben elnöke; 2014-2020 között az ELTE Pedagógiai és Pszichológiai Kar Etikai Bizottságságának elnöke; 2015-2020 között az ELTE Központi Etikai Bizottság tagja.

## Tanulmányai és könyvei (válogatás)
Tudományos közleményeit gyakran magas impakt faktorú hazai és nemzetközi folyóiratok adják közre, összes tudományos közleményeinek száma 565; tudományos közleményeinek összegzett impakt faktora: 86, független idézéseinek száma 4086, kapcsolatokat tart fenn tudományterületének művelőivel szinte a világ minden táján; gyakran közösen adják közre tudományos eredményeiket.
MAGYAR NYELVEN
KÖNYVEK
- Nguyen Luu, L.A. FÜLÖP, M. (2003) Kultúra és Pszichológia. Budapest: Osiris Könyvkiadó. 483 p.
- FÜLÖP, M. (2009) (szerk.) A lélek a kultúrák között. A kulturális különbségek pszichológiája. Akadémiai Könyvkiadó, Budapest. 1-286 p.
- Dávid, I., FÜLÖP, M., Pataky, N., Rudas, J. (2014) Stressz, megküzdés, versengés, konfliktusok. Budapest: Magyar Tehetségsegítő Szervezetek Szövetsége, 265 p.

KÖNYVFEJEZETEK
- FÜLÖP, M. (1997) Versengés az Iskolában, In: Az iskola szociálpszichológiai jelenségvilága (szerk) Mészáros Aranka, ELTE Eötvös Kiadó,172-196.
- FÜLÖP, M. (1999) A pszichoanalízis alkalmazhatósága különböző kultúrákban, In: Pszichoanalízis és Kultúra, (szerk.) Lust Iván, Budapest: Animula, 37- 51
- FÜLÖP, M. (2005) Versengés öregkorban szociálpszichológiai és pszichoanalitikus megközelítésben. In: K. Pető (szerk) Életciklusok. Animula. 57-77
- FÜLÖP, M. (2006) Egyéni és csoportos versengés a szervezetekben. In. Mészáros Aranka (szerk) A munkahely szociálpszichológiai jelenségvilága. Z-Press Kiadó. Miskolc. 194-232
- FÜLÖP, M. (2006) Versengés a japán iskolában. In. Győri János. Az oktatás világa Kelet és Délkelet-.Ázsiában: Japán és Szingapúr. Gondolat Könyvkiadó: Budapest. 333-364
- FÜLÖP, M. (2007) A sokarcú versengés. In: Czigler, I., Oláh, A. (szerk) Találkozás a pszichológiával. Budapest: Osiris. 228-258
- FÜLÖP, M. (2010). A társas viselkedés szociálpszichológiája: a társas összehasonlítás. In: Zsolnai, A. & Kasik, L. (Eds.), A szociális kompetencia fejlesztésének elméleti és gyakorlati alapjai (pp. 48–77). Nemzeti Tankönyvkiadó:Budapest.
- FÜLÖP, M. Szarvas, H. (2013) Együttműködés versengő közegben: gazdasági szereplők nézetei az együttműködés lehetséges formáiról az üzleti életben. In: Krajciné Szokoly, M., Pápai, A., Perjés, I. (szerk.) Európai Léptekkel. Az élethosszig tartó tanulás társadalmi folyamatai és biopszichoszociális háttere című kutatóegyetemi alprojekt eredményei. Budapest: Eötvös Kiadó. 128-136.
- FÜLÖP, M. (2019). A versenyek és a versengés szerepe a tehetségek kibontakozásában. In: Bajor, Péter; Balogh, László; Bucsi, Szabó Zsolt; Polonkai, Mária; Révész, György Béla (szerk.) A tehetség kézikönyve . Budapest, Magyarország: MATEHETSZ Géniusz Projekt Iroda, pp. 167–183.  FOLYÓIRATCIKKEK

FOLYÓIRATCIKKEK
- FÜLÖP, M. (1995) A versengésre vonatkozó tudományos nézetek, I. A versengő magatartás eredete, Pszichológia,  1,61-111
- FÜLÖP, M. (1995) A rivalizáció mint drámai helyzet, In: Ahogyan I., Előadások a Magyarországi Személyközi Kommunikációról, (szerk.) Lipták Ildikó, Zsámbéki Katolikus Tanítóképző  Főiskola, 16-22
- FÜLÖP, M. (1995) A versengésre vonatkozó tudományos nézetek II. A versengés a pszichoanalitikus elmélet tükrében. Pszichológia. 2. 157-211
- FÜLÖP, M. (1998) A csoport és a közösség szerepe Japánban, Pszichológia, 3, 469-498
- FÜLÖP, M. (2001) A versengés szerepe, Új Pedagógiai Szemle. November. 3-17
- FÜLÖP, M., Berkics, M. (2001) Az üzlet és vállalkozás iránti attitűdök közgazdasági oktatásban résztvevő serdülők körében.  Alkalmazott Pszichológia. III. évf. 3. szám. 5-26
- FÜLÖP, M. (2004) A Pszichoanalízis története és alkalmazhatósága a japán és kínai kultúrában. Thalassa. 15.2. 3-25
- FÜLÖP, M., Berkics, M. (2007) A győzelemmel és a vesztéssel való megküzdés mintázatai serdülőkorban. Pszichológia, 27, 3, 194-220
- FÜLÖP, M. (2008) Paradigmaváltás a versengéskutatásban. Pszichológia. 28.(2) 113-140
- FÜLÖP, M., Sándor, M. (2008) A versengés, a győzelem és a vesztés fogalma kisiskolások körében.  Pszichológia. 28.(2) 195-220
- FÜLÖP, M. (2008) Szenvedély, versengés, szégyen és büntudat japán módra. Nacume Szószeki „Kokoro” című művében. Lélekelemzés. 3. 1. 84-109
- FÜLÖP, M. (2009) Az együttműködő versengő állampolgár nevelése: osztálytermi megfigyelések. Iskolakultúra. 3-4. 41-59
- FÜLÖP, M., Sebestyén, N. (2011) Kulturális sokk? Kulturális különbségek Budapesten tanuló egyetemisták szemével. Pszichológia. 30. 2. 81-106.
- FÜLÖP, M., Pressing, Zs. (2012) Pedagógusok nézetei az iskola szerepéről a versengésre és a vállalkozásra való felkészítésben. Iskolakultúra. 2. 44-63.
- Sándor, M., FÜLÖP, M. , Sebestyén, N. (2013) A PAIR rajzelemzési technika alkalmazása 8-9 éves gyermekek győzelemmel és vesztéssel kapcsolatos rajzain. Magyar Pszichológiai Szemle, 68, 2, 169-199

ANGOL NYELVEN
KÖNYVEK
- Hutchings, M., FÜLÖP, M., Van Den Dries, A. (ed) (2002). Young People's  understanding of economic issues in Europe. Stoke-on-Trent: Trentham Books p. 1-232
- FÜLÖP, M, Ross A (eds.) (2005) Growing up in Europe today: Developing identities among adolescents. Stoke-on-Trent. Trentham Books and Sterling, USA.
- Ross, A., FÜLÖP, M., Pergar Kuscer, M. (2006) (eds.) Teachers’ and Pupils’ Constructions of Competition and Cooperation: A three-country study of Slovenia, Hungary and England. Ljubljana:University of Ljubljana Press. 1-266.
- Tschombe, T., Nsanmenang, B., Keller, H., FÜLÖP, M. (2013)  Cross-cultural Psychology Research: An Africa-Centric Approach. Limbe: Design House.

KÖNYVFEJEZETEK
- FÜLÖP, M. Berkics, M. (2002) Economic education and attitudes towards enterprise, business and competition among adolescents in Hungary. In: Hutchings, M., Fülöp, M., Van Den Dries, A. (ed) Young People's understanding of economic issues in Europe. Stoke-on-Trent: Trentham Books, 129-153
- FÜLÖP, M. (2002) Intergenerational differences and social transition: Teachers' and students perception of competition in Hungary In: E.Nasman., A. Ross. (ed) Children's understanding in the new Europe. Stoke-onTrent: Trentham Books 63-89
- FÜLÖP, M., Berkics, M. (2002) Young people's perception of the competitive and the non-competitive person in a society under social transition In: A. Ross (eds.) Future Citizens in Europe. London, Metropolitan University. 97-10
- FÜLÖP, M., Marton, F. (2003) Does Knowledge exist if nobody knows about it? Eastern and Western knowledge ontologies In: F. Salili, R. Hoosain(eds.) Teaching, learning and motivation in a multicultural context. Information Age Publishing Company. Greenich: Connecticut. 147-173
- FÜLÖP, M. (2004). Competition as a culturally constructed concept. In: C. Baillie; E. Dunn, Y. Zheng (eds.) Travelling facts. The Social Construction, Distribution, and Accumulation of Knowledge. pp. 124–148. Frankfurt/New York: Campus Verlag.
- FÜLÖP, M. (2005) The development of social, economical, political identity among adolescents in the post-socialist countries of Europe. In: M. Fülöp, A.Ross (eds) Growing up in Europe today: Developing identities among adolescents.  Stoke-on-Trent. Trentham Books and Sterling, USA. 11-39.
- FÜLÖP, M. (2006) Hungary. In. J.J. Arnett (eds.) International Encyclopedia of Adolescence. New York: Routledge. 401-423
- Schneider, B.H, Soteras de Toro, M. sP., Woodburn, S., FÜLÖP, M., Cervino, C., Bernstein, S.,  Sandor, M., (2006) Cross-cultural differences in competition among children and adolescents. In: Chen, X., French. D., Schneider, B. (eds.) Peer Relationships in Cultural Context. Cambridge University Press. 310-339
- FÜLÖP, M., Ross, A., Pergar Kuscer, M., Razdevsek Pucko, C. (2007)  Competition and cooperation in schools. An English, Hungarian and Slovenian comparison. In F.Salili., R.Hoosain (Eds), Research in Multicultural Education and International Perspective, Vol 6: Culture, Motivation and Learning: A Multicultural Perspective. Greenwich, CT: Information Age Publishing. 235-284
- FÜLÖP, M. (2008) Educating the cooperative competitive citizen. In: K. Tirri (eds.) Educating moral sensibilities in Urban Schools. Rotterdam: Sense Publishers. 171-187.
- FÜLÖP, M. (2010) Culture shock and the birth of the modern Japanese novel: Natsume Soseki In: A.N. Eigeartaigh, W. Berg. (eds) Exploring Transculturalism. Frankfurt: Verlag für Sozialwissenschaften. 63-81.
- Schneider, B., Benenson, J., FÜLÖP, M., Berkics, M., Sándor, M. (2011) Cooperation and Competition. In: P.K. Smith, C.H. Hart (Eds) The Wiley-Blackwell Handbook of Childhood Social Development. London: Blackwell Publishing Ltd. 472-490
- FÜLÖP, M., Sebestyén, N. (2012) Being a student abroad. The sojourner experience: USA meets Hungary. In. S. Goncalves., M.Carpenter (ed). Intercultural Policies and Education. Bern: Peter Lang Publisher.141-171.
- FÜLÖP, M., Aktan, E., Davies, I., Navarro, A. (2012) The cooperative competitive European citizen: is this notion present in the representation of citizenship among student teachers in four countries? In: S. Striker (ed). Adult Education. Historical and Theoretical Aspects. Budapest: Eötvös University Press. 11-21
- FÜLÖP, M., Szarvas, H.  (2012) The ability of cooperation in a competitive context as a civic competence. In: S. Striker (ed). Adult Education. Historical and Theoretical Aspects. Budapest: Eötvös University Press. 21-35.
- FÜLÖP, M., Büki, N. (2013) Competition and cooperation in Sub-Saharan Africa: a cross-cultural approach. In: Tschombe, T., Nsanmenang, B., Keller, H., Fülöp, M. (eds) Cross-Cultural Psychology Research: An Africa-Centric Approach. Limbe: Design House. 353-385.
- FÜLÖP, M., Berkics, M. (2015) Perception of gender differences in competition in post-socialist Hungary. S. Safdar, N. Koszakowksa-Berezecka (Eds.) The Psychology of Gender through the Lens of Culture. Switzerland: Springer International Publishing. pp. 193–218.
- FÜLÖP, M., Orosz, G. (2015). State of the art in competition research, in EmergingTrends in the Social and Behavioral Sciences (eds.) Robert Scott and Stephen Kosslyn, Hoboken, NJ:  John Wiley and Sons

FOLYÓIRATCIKKEK
- Asplund Carlsson, M., FÜLÖP, M., Marton, F. (2001) Peeling the onion. Student teachers' conceptions of literary understanding. Scandinavian Journal of Educational Research. Vol. 45. No. 1. 5-17
- FÜLÖP, M., Goodwin, R., Goebel, K., Grad, H., Martin Rojo, L., Nguyen Luu, L.A., Berkics, M.  (2007). Integration of Chinese immigrant children in four countries: Germany, Hungary, Spain and the UK.  In A. Ross (Ed) Citizenship Education in Society.  (pp. 331–343) London: Metropolitan University
- FÜLÖP, M. (2009) Socialization for cooperative and competitive citizen: a classroom observation study. Social Science Tribune. Special Issue: From a national identity to a European one. Vol. 55. Summer. 59-87.
- FÜLÖP, M. (2009) Happy and unhappy competitors. What makes the difference?  Psychological Topics, Vol. 18. No.2. 345-367.
- FÜLÖP, M., Takács, Sz.  (2013) The cooperative competitive citizen: what does it take? Citizenship, Teaching, Learning, 8, 2, 131-156.
- Orosz, G., Tóth-Király, I., Büki, N., Ivaskevics, K., Bőthe, B., FÜLÖP, M. (2018). The Four Faces of Competition: The Development of the Multidimensional Competitive Orientation Inventory. Frontiers in Psychology: Personality and Social Psychology. 9:779. doi: 10.3389/fpsyg.2018.00779